# Mörttjärnen (Lycksele socken, Lappland, 716896-162568)
Mörttjärnen är en sjö i Lycksele kommun i Lappland och ingår i Umeälvens huvudavrinningsområde. Sjön har en area på 0,0606 kvadratkilometer och ligger 289,8 meter över havet.

## Delavrinningsområde
Mörttjärnen ingår i det delavrinningsområde (716801-162500) som SMHI kallar för Mynnar i Säveträsket. Medelhöjden är 333 meter över havet och ytan är 24,6 kvadratkilometer. Det finns inga avrinningsområden uppströms utan avrinningsområdet är högsta punkten. Sörbäcken som avvattnar avrinningsområdet har biflödesordning 3, vilket innebär att vattnet flödar genom totalt 3 vattendrag innan det når havet efter 157 kilometer. Avrinningsområdet består mestadels av skog (89 procent). Avrinningsområdet har 0,64 kvadratkilometer vattenytor vilket ger det en sjöprocent på 2,6 procent.